# Aletris gracilis
Aletris gracilis là một loài thực vật có hoa trong họ Nartheciaceae. Loài này được Rendle mô tả khoa học đầu tiên năm 1906.